# Yemen en los Juegos Olímpicos de París 2024
Yemen estuvo representado en los Juegos Olímpicos de París 2024 por cuatro deportistas, tres hombres y una mujer, que compitieron en cuatro deportes.
El portador de la bandera en la ceremonia de apertura fue el atleta Samer Al-Yafai. El equipo olímpico yemení no obtuvo ninguna medalla en estos Juegos.